# 拉斯維加斯川普國際酒店
拉斯維加斯特朗普國際酒店（英語：Trump Hotel Las Vegas）是一座位於美國內華達州天堂市的64層高檔酒店、分契式公寓。該酒店位於拉斯維加斯大道不遠處的Fashion Show Drive，其名稱是取自著名房地產開發商唐納德·川普。其金色的外表來自于酒店外層窗戶上鍍的24克拉金。
它是拉斯維加斯谷最高的酒店。2012年9月，川普集團宣佈將其中的300套分契式公寓以分時度假的方式售予希爾頓酒店集團，成為希爾頓度假村酒店。

## 相關事件
2025年元旦當地時間早上8時40分左右，一輪在拉斯維加斯特朗普國際酒店大門代客泊車區的Tesla Cybertruck發生爆炸，造成1人死亡以及7人受波及輕傷。拉斯維加斯大都會警察局正循「恐怖行為」方向調查。Tesla行政總裁伊隆·馬斯克在X上表示，Tesla的高級團隊正在調查此事，並強調過去從未發生同類情況。

## 外部連結
- Trump International Hotel Las Vegas - Official Hotel Website
- Trump Las Vegas Condominiums - Official Real Estate Website